# 庇隆多齒鳓
庇隆多齒鳓（学名：Pellona ditchela，又名印度多齒鰳）为輻鰭魚綱鯡形目鋸腹鰳科多齿鳓属的鱼类。分布于印度西太平洋區，從馬達加斯加至澳洲西部、巴布亞紐幾內亞淡水、半鹹水及海域，深度10-55公尺，體長可達16公分，棲息在沿海、紅樹林或河口，生活習性不明，可做為食用魚。该物种的模式产地在印度。